# Carreta sin bueyes
La carreta sin bueyes es una leyenda perteneciente al folclor costarricense, acerca del espectro nocturno de una carreta que aparece por las noches y recorre las calles de algún pueblo o ciudad, sin que se vean bueyes que la arrastren ni tampoco boyeros que la dirijan.

## Descripción
En general, la aparición se trata del fantasma de una carreta que deambula por las noches las callejuelas de alguna ciudad, especialmente aquellas dónde viven jóvenes libertinos o matrimonios que pelean constantemente. También se comenta que aparece cerca de la casa de alguna persona que se ha vuelto muy codiciosa o un avaro que acaba de morir. En ambos casos, la presencia del espectro es una advertencia a los pobladores que corrijan su forma de vivir y busquen el buen sendero.
El fantasma se caracteriza porque a simple vista, se observaría que la carreta camina por sí misma, con la yunta alta y vacía, sin bueyes que la arrastren o boyero que la dirija; aunque la tradición cuenta que realmente sería conducida por el fantasma de una bruja o incluso en ocasiones por el mismo Satanás en persona, generalmente de forma invisible o convertido en un buitre.
Otra de las características de la leyenda, según las versiones de la leyenda, es la presencia dentro del cajón de la carreta, del cadáver o espectro del dueño de la misma o de otra persona castigada a deambular dentro del vehículo por la eternidad como castigo por su mala conducta y como ejemplo para el resto de las personas. En otras ocasiones, el alma de la persona que ha visto la carreta y muere, queda para siempre atrapada en el cajón de la misma.
Lo más frecuente es que las personas describan que han escuchado el traqueteo de la carreta sobre el pavimento, pues verla comúnmente implica que el personaje que la ha visto morirá en el transcurso de los siguientes ocho días, además de que muchas veces verla puede hacer pensar al oyente que el fantasma vino explícitamente a asustar al narrador de la historia, dado que el espectro es, básicamente, un espanto de castigo o advertencia. Es frecuente también que varias personas reporten haberla escuchado al mismo tiempo a una misma hora (es un espectro con el don de la ubicuidad), avanzando lentamente hasta la puerta misma de la casa, para luego inmediatamente oírla distante alejarse. En algunas versiones también, la aparición del espectro anuncia la pronta llegada de una desgracia que se avecina, por lo que también se le considera un entidad pronosticadora de malos augurios.
También hay versiones en donde no siempre la visión de la carreta implica la muerte. En algunas ocasiones, escuchar la carreta sin bueyes y salir a enfrentarla es visto como un símbolo de valentía. En general, como la carreta es un espectro cuyo propósito es disciplinar a los han elegido el mal camino, su visión por parte de las personas cuyos actos no son motivo de castigo no implica la muerte, aunque los que sobreviven suelen enfermar por un tiempo y quedan con alguna deficiencia para toda la vida, como padecer de estrabismo o tartamudez. Finalmente, también es frecuente que algunos que sobreviven la hayan visto por accidente, confundiendo el sonido de su andar nocturno con el de una simple carreta normal, pero llevándose la sorpresa de ver la aparición ambulante sin los bueyes esfumándose en el aire. Estos últimos casi nunca tienen consecuencias más que haberse llevado el susto de sus vidas. Era común, también, que los que resultaban asustados por la carreta sin bueyes se tratarán de personas embriagadas deambulando por las calles a altas horas de la noche, en cuyos casos, la aparición del fantasma era explicada por los médicos como un caso de delirium tremens.

## Origen de la leyenda

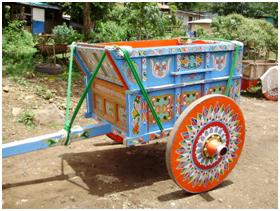
Carreta típica costarricense. Nótese la rueda maciza característica. Las figuras geométricas decorativas la distinguen de las otras carretas del mismo tipo utilizadas en todo Centroamérica.

En su libro La carreta costarricense, el filósofo Constantino Láscaris señala que la leyenda de La carreta sin bueyes tuvo su origen en el impacto que causó entre la población costarricense el chirrido de las carretas que recorrían los cadáveres de las víctimas de la epidemia de cólera morbus, después de la Campaña Nacional de 1856-1857, la cual causó la muerte de alrededor del 10% (unas 10 000 personas) de la población del país en esa época. Quizás, su origen más remoto pueda estar en las pestes que asolaron a Europa durante la Edad Media, pues los muertos de la peste negra o pulmonar eran llevados a la fosa común en carreta.
En la Costa Rica del siglo XIX y principios del XX, durante las noches, las calles de las ciudades costarricenses, en especial las de las zonas rurales, eran muy solitarias y oscuras. No existía la televisión y la gente acostumbraba a dormir temprano, a la vez que el alumbrado público se limitaba apenas a las principales calles del centro, todo lo cual era propicio para que se tejieran historias de espanto. Aunque la tradición es conocido en todo el país, es en las poblaciones de Escazú y San José donde ha tomado más forma la mayoría de las versiones de la leyenda.
También se ha argumentado que una de las causas del origen de esta leyenda se remontan más atrás, a la época de la colonia española, donde los colonos, ante la escasa población indígena que habitaba el país aún antes de la llegada de los conquistadores, se veían obligados a trabajar en la labranza de la tierra, actividad en la cual la carreta era una de sus principales herramientas.
Aunado a esto, la carreta costarricense fue, desde mediados del siglo XIX, el principal medio para el transporte de los cultivos de café desde el Valle Central hasta la provincia de Puntarenas - de donde se exportaba hacia el exterior - a través de un largo y escabroso camino lleno de peligros.
Todo esto provocaría que la carreta tuviese una presencia importantísima tanto en el desarrollo del país como en las actividades diarias de la mayoría de la población costarricense de esa época. De hecho, en 1984 la carreta costarricense fue declarada símbolo nacional de Costa Rica, y en 2005 como Obra Maestra del Patrimonio Oral e Inmaterial de la Humanidad por la Unesco.

## Versiones
Sobre el origen del fantasma, hay varias versiones, la mayoría de ellas relacionadas con aspectos religiosos de castigo a algún personaje por cometer el pecado de blasfemia o sacrilegio:
- Una de ellas versa alrededor de un colono español de nombre Pedro, apodado "El Malo", una persona cruel con los indígenas y en general incrédulo de la religión, quien habría intentado entrar con su yunta de bueyes y su carreta a la iglesia de su pueblo el día de San Isidro Labrador, festividad en la cual se bendecían las carretas y los animales. Los bueyes, a pesar de los azotes de su amo, se habrían resistido a obedecer, razón por la cual el cura de la población habría maldecido a Pedro y a su carreta condenándolos a andar por toda la eternidad, causando espanto por donde quiera que pasaran, pero salvando a los bueyes que habían resistido.[5] Esta es una de las historias más comunes sobre el origen del fantasma en Costa Rica.

- En una variante de la anterior, los hechos habrían ocurrido en el antiguo San José o en Escazú, ciudad en la cual habitaba una bruja (llamada Epifanía en algunas versiones) que estaba enamorada del más apuesto de los jóvenes del pueblo, el cual, apegado a su fe cristiana, la rechazaba, pero la bruja, valiéndose de artificios, habría logrado conquistarlo y convertirlo en un ser similar a ella. En su vejez y ya muy enfermo, antes de morir, el hombre habría pedido a su esposa que le realizaran los oficios religiosos de rigor en la iglesia del lugar, a lo que el cura y los pobladores, que toda la vida habían reprobado tal unión, se opusieron. La bruja, empeñada en cumplir la última voluntad de su amado, habría colocado el cadáver en el interior de la carreta, y azotando a los bueyes, intentaría entrar al recinto religioso por la fuerza. Una vez más, los bueyes se habrían resistido a la blasfemia, y el cura, maldiciendo a la mujer, la habría condenado a penar por la eternidad como un fantasma con el cadáver de su esposo dentro de la carreta sin bueyes. En otra versión de esta misma historia, la bruja habría intentado entrar a la iglesia con la carreta porque el sacerdote se habría negado a visitar al moribundo y darle los santos oficios antes de morir.

- En otra versión de la leyenda, el espanto se habría originado como castigo a un hombre de Escazú que habría robado una fina madera especialmente consagrada para construir una iglesia en San José, en la época en la que esta ciudad era solo una aldea pobre, utilizándola para construir su casa, un galerón, un trapiche y una hermosa carreta. Presenciado el robo por el propio San José desde su carpintería celestial, el ladrón habría muerto de una enfermedad poco después, sin absolución por el pecado de simonía, y su cadáver vaga desde entonces en el interior de su carreta sin bueyes.[2]

- En una versión quizás más realista de la leyenda, esta se habría forjado durante la epidemia de cólera de 1856. Con el pretexto de limpiar los tanques sépticos llenos de aguas negras, fuente de la infección, las autoridades de gobierno y médicas de la ciudad de San José habrían decidido elaborar un plan en donde se extraían las aguas contaminadas y se sacaban de la ciudad en barriles dentro de una carreta conducida por voluntarios, barriles que eran vaciados en el río Virilla. Para evitar un escándalo por parte de la población debido a este acto ilícito, los voluntarios harían el trabajo vestidos de negro a altas horas de la noche, colocando también mantas negras sobre los bueyes, de modo que las personas que anduvieran en la calle a esas horas, habrían referido la visión de una carreta sin bueyes ambulante por las callejuelas de la ciudad. De este modo, podrían trabajar sin ser molestados, pues los supersticiosos pobladores, asustados, evitarían salir de noche.